# سانمینا
سانمینا (انگلیسی: Sanmina) شرکت الکترونیک آمریکایی است، که در سال ۱۹۸۰ تأسیس شد.